# Bułaków (stacja kolejowa)
Bułaków – nieczynna stacja kolejowa w Bułakowie, w gminie Pogorzela, w powiecie gostyńskim, w woj. wielkopolskim, w Polsce. Została otwarta 1 października 1909 roku. Linia została rozebrana w 1998 roku.